# Hüsülü (Ağcabədi)
Hüsülü è un comune dell'Azerbaigian situato nel distretto di Ağcabədi. Conta una popolazione di 4 235 abitanti.